# Nursultan Mamayev
Nursultan Mamayev (Shymkent, 27 de junio de 1993) es un deportista kazajo que compitió en taekwondo. Ganó una medalla de plata en los Juegos Asiáticos de 2014 en la categoría de –58 kg.

## Palmarés internacional
| Juegos Asiáticos | Juegos Asiáticos        | Juegos Asiáticos | Juegos Asiáticos |
| Año              | Lugar                   | Medalla          | Categoría        |
| ---------------- | ----------------------- | ---------------- | ---------------- |
| 2014             | Incheon (Corea del Sur) | Medalla de plata | –58 kg           |